# Konstantinos Stephanopoulos
Κonstantínos Dimitriou Stefanópulos GColIH (15 de agosto de 1926 – 20 de novembro de 2016) foi um advogado e político grego, o 6° presidente da Terceira República Helênica, na Grécia. Governou de 10 de Março de 1995 a 12 de Março de 2005.
A 13 de Dezembro de 1999 foi agraciado com o Grande-Colar da Ordem do Infante D. Henrique de Portugal.

## Vida e carreira
Stephanopoulos nasceu em Patras em 15 de agosto de 1926, filho do advogado e radiologista Membro do Partido do Povo do Parlamento Dimitrios Stephanopoulos e Vrisiis Philopoulou. Depois de frequentar a escola Saint Andrew de Patras, ele estudou direito na Universidade de Atenas. Ele exerceu a advocacia de 1954 a 1974 como membro da Ordem dos Advogados de Patras.
Ele se candidatou pela primeira vez em 1958, com a União Radical Nacional, e foi eleito pela primeira vez como MP da Prefeitura de Acaia em 1964. Ele foi reeleito para o mesmo círculo eleitoral da Nova Democracia (ND) em 1974, 1977, 1981 e 1985. Ele atuou como secretário parlamentar do ND e porta-voz parlamentar de 1981 a 1985.
Em 1974, Stephanopoulos foi nomeado Vice-Ministro do Comércio do governo de Unidade Nacional de Constantine Karamanlis. Nos sete anos seguintes, ocupou vários cargos ministeriais em governos da Nova Democracia; Ministro do Interior de novembro de 1974 a setembro de 1976; Ministro dos Serviços Sociais de setembro de 1976 a novembro de 1977 e Ministro da Presidência de 1977 a 1981.
Em agosto de 1985, ele renunciou ao ND após um desentendimento com Konstantinos Mitsotakis e em 6 de setembro formou a Renovação Democrática (DIANA). Ele foi eleito Membro do Parlamento por Atenas nas eleições de 1989, enquanto continuava como o líder da DIANA, até que ela foi dissolvida em junho de 1994.
Em 8 de março de 1995, após ser nomeado pelo partido conservador da Primavera Política e apoiado pelo Movimento Socialista Pan-helênico (PASOK), foi eleito presidente da Grécia, vencendo a eleição em uma terceira votação de deputados com 181 votos. Foi a quinta pessoa a ocupar o cargo desde a restauração do regime democrático em 1974. Foi reeleito a 8 de Fevereiro de 2000 na primeira votação, depois de receber o apoio de 269 dos 298 deputados presentes. Permaneceu no cargo até 2 de março de 2005, quando foi sucedido por Karolos Papoulias.
Como presidente, ele era conhecido por seu perfil discreto, abordagem unificadora dos assuntos atuais e internacionais e comportamento cavalheiresco. Durante sua presidência, ele foi consistentemente a figura pública mais popular na Grécia. 
Como chefe de estado do país anfitrião, ele declarou oficialmente as Olimpíadas de Atenas de 2004 abertas, em 13 de agosto de 2004.

Stephanopoulos morreu às 23h18 no Hospital Henry Dunant, Atenas, em 20 de novembro de 2016, aos 90 anos. Ele havia sido hospitalizado três dias antes, sofrendo de febre e graves dificuldades respiratórias, que posteriormente emergiram como pneumonia.